# Dolichoderus burmanicus
Dolichoderus burmanicus är en myrart som beskrevs av Charles Thomas Bingham 1903. Dolichoderus burmanicus ingår i släktet Dolichoderus och familjen myror. Inga underarter finns listade i Catalogue of Life.